# ジュゼッペ・キュボーニ

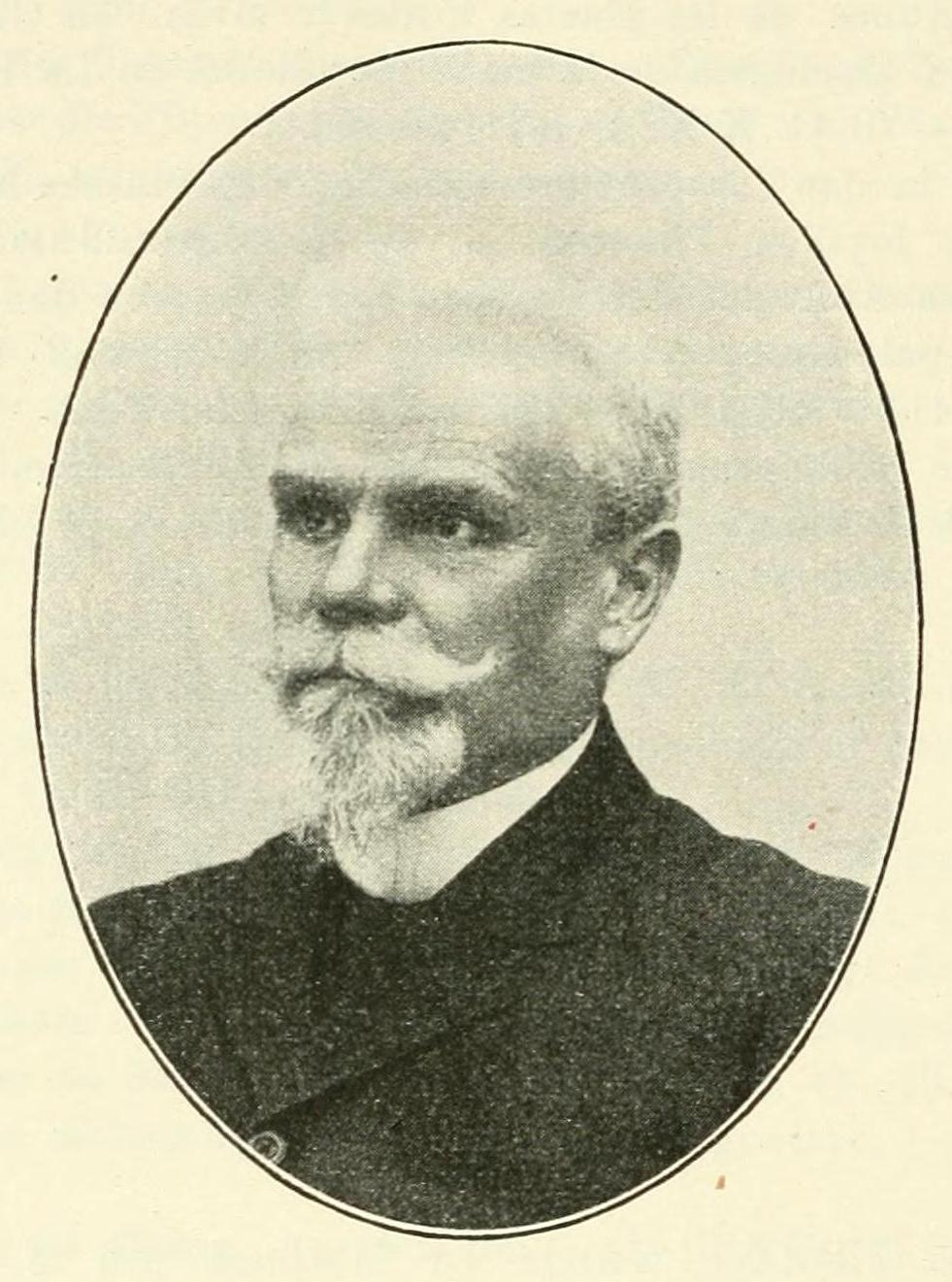
Giuseppe Cuboni

ジュゼッペ・キュボーニ（イタリア語: Giuseppe Cuboni、1852年2月2日 - 1920年11月3日）は、イタリアの生物学者、農学者である。植物病理学のパイオニアの一人でブドウ栽培に関する病疫を研究した。
モデナで生まれた。ローマ大学の医学部で学び始めるが、ジュゼッペ・デナトリスの講義を受け、才能を見出されたことにより植物学に転じた。後にデナトリスの娘と結婚した。
1877年に大学を卒業すると植物学の助教授に任じられ、ローマ植物園の助手も務めた。1881年にコネリアーノのブドウ栽培学校の博物学と生物学の教授となり、後に植物病理学の教授となった。学校で講義をする一方、実験農場でフィールド研究も行い、ブドウの主要な2つの疫病、べと病とフィロキセラの対策に貢献した。1887年にローマに、王立植物病理学試験場（Regia Stazione di Patologia Vegetale）が設立されると所長に選ばれ、国際的に評価の高い業績をあげた。この試験場は工業汚染の穀類への影響をはじめて研究した。この職を没する1920年まで続け、多くの研究者を育てた。メンデルの法則をもとに交配を行い、品種改良を行ったパイオニアであり、小麦の画期的な品種改良を行ったことで知られるストランペリ（Nazareno Strampelli）を支援した。乾燥した南イタリア地域での農業の改良に功績があった。
スイライカビ科の属名、クボニア属 Cuboniaなどに献名されている。